# TV 12
TV-12 a fost o autocamionetă fabricată de Uzina Autobuzul București, lansată în anul 1973. Modelele TV-14 au reprezentat succesoarele TV-12, fiind dotate cu motoare Diesel D 127 și ARO L 27, ambele dezvoltând o putere de 68 CP.

## Galerie foto

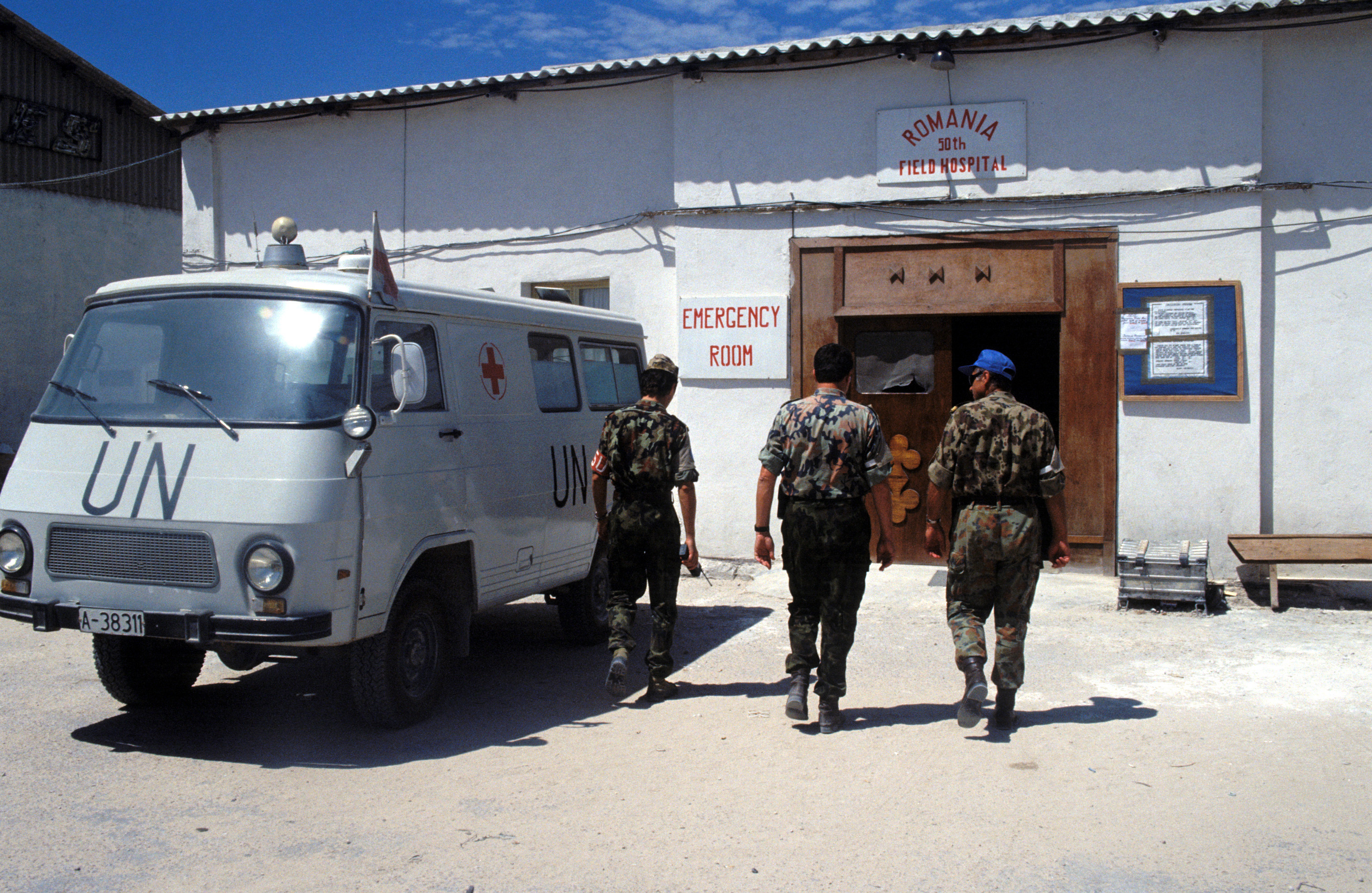
Rocar TV 12 van
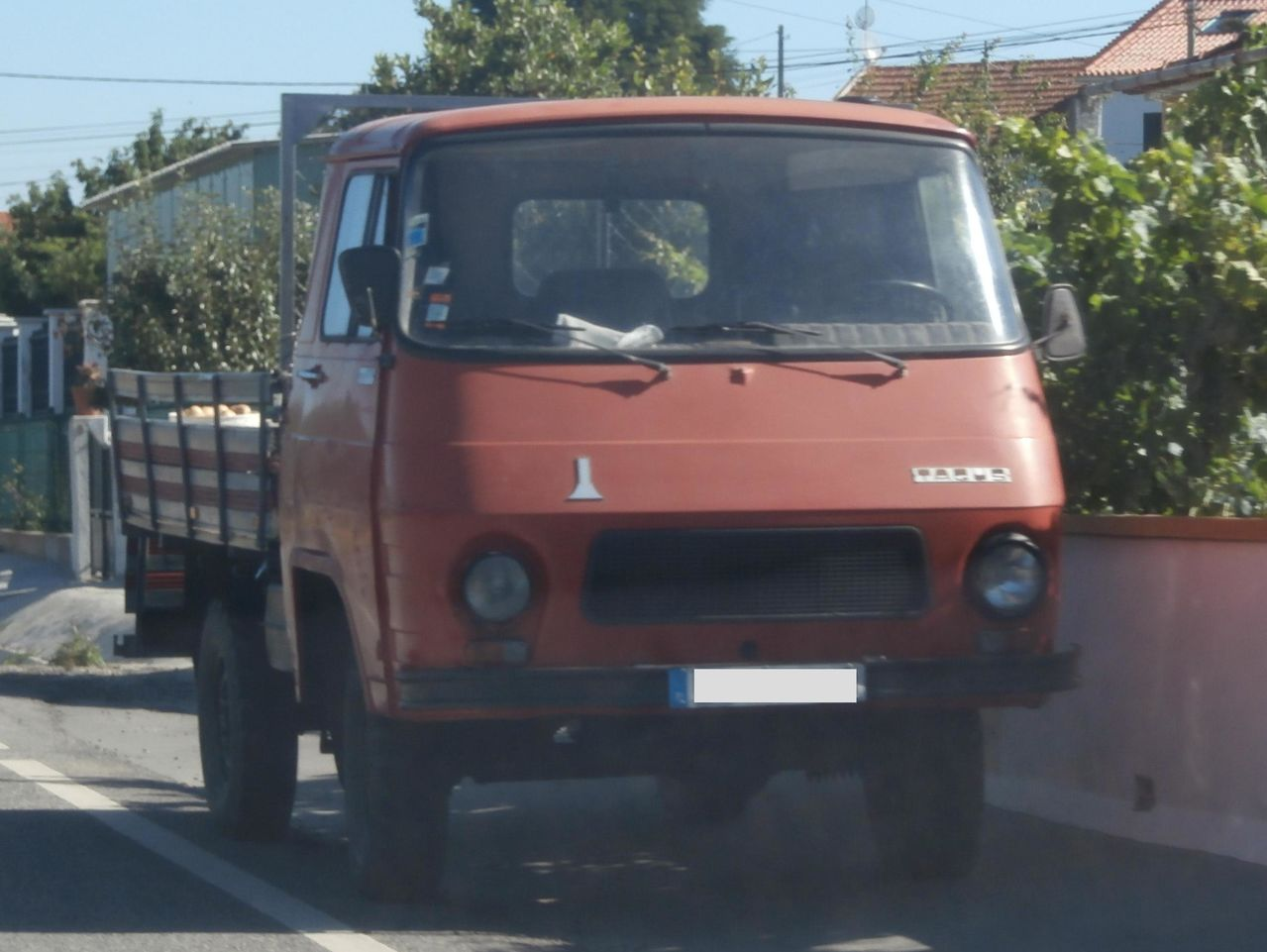
Semal Tagus 250 4x4, fabricată sub licență în Portugalia